# James Moll
James Moll (ur. 1963 w Allentown) – amerykański reżyser i producent filmowy, znany ze swoich wielokrotnie nagradzanych dokumentów, często poświęconych tematyce Holocaustu.
Laureat Oscara za najlepszy pełnometrażowy film dokumentalny za Ostatnie dni (1998). Film ten, wyprodukowany przez Stevena Spielberga, opisywał historię wymordowania węgierskich Żydów przez pryzmat opowieści pięciu osób ocalałych z Zagłady.
Moll jest również zdobywcą nagrody Emmy za film telewizyjny Survivors of the Holocaust (1996) oraz Grammy za pełnometrażowy dokument Foo Fighters: Back and Forth (2011).